# Monument aux morts pour la France de la Première Guerre mondiale
Le monument aux morts pour la France de la Première Guerre mondiale (en catalan : Als morts per França a la Primera Guerra Mundial) est un monument aux morts de la Première Guerre mondiale créé par le sculpteur français Gustave Violet qui a la particularité de se trouver en Espagne, dans le cimetière barcelonais de Montjuïc. Il est inauguré en 1925.